# شرکت پذیرایی و گردشگری راه‌آهن هند
شرکت پذیرایی و گردشگری راه‌آهن هند (انگلیسی: Indian Railway Catering and Tourism Corporation) شرکت ترابری ریلی هندی است، که در سال ۱۹۹۹ تأسیس شد.